# 薪仏島
座標: 北緯37度27分2.6秒 東経126度28分57.9秒 / 北緯37.450722度 東経126.482750度
薪仏島（シンブルド、しんぶつとう、朝鮮語: 신불도）は、大韓民国の仁川広域市西方、黄海の京畿湾にかつて存在した島である。

## 歴史
- 1990年代、仁川国際空港建設のために旧:永宗島とその周辺の海面が埋め立てられたと同時に現:永宗島と合体した。

## 座標
北緯37度27分2.6秒 東経126度28分57.9秒 / 北緯37.450722度 東経126.482750度